# 27 юли
27 юли е 208-ият ден в годината според григорианския календар (209-и през високосна). Остават 157 дни до края на годината.

## Събития
- 1147 г. – Основаван е град Москва – настоящата столица на Русия.
- 1302 г. – Византийско-османски войни: В Битката при Бафей Османският емират отбелязва първата си съществена победа срещу Византийската империя.
- 1720 г. – Великата северна война: Провежда се морската битка при Гренгам – втората важна победа на морския флот на Русия, с която се преустановява доминацията на Швеция в Балтийско море.

- 1794 г. – Френската революция: Арестуван е Максимилиан Робеспиер заради призивите му да бъдат екзекутирани 17 000 „врагове на Революцията“.
- 1866 г. – Чрез постоянен трансатлантически телеграфен кабел е установена телеграфна връзка между САЩ и Англия.
- 1878 г. – Руско-турска война (1877-1878): Руски войски навлизат във Варна и освобождават града от османска власт.[1]
- 1903 г. – Осветена е църквата „Свети Седмочисленици“ в София.
- 1921 г. – Научен екип от Университета в Торонто, ръководен от биохимика Фредерик Бантинг, доказва, че хормона инсулин регулира кръвната захар.
- 1941 г. – Втората световна война: Япония започва окупация на Френски Индокитай.
- 1942 г. – Втората световна война: Приключва Първата битка при Ел Аламейн, в която Обединените нации спират последното настъпление на силите на Оста в Египет.
- 1949 г. – Първият реактивен пътнически самолет, английският de Havilland Comet, извършва първия си полет.
- 1953 г. – Приключва Корейската война: САЩ, Народна република Китай и Северна Корея подписват примирие. Президентът на Южна Корея отказва да подпише примирието, но обявява, че ще го спазва.
- 1955 г. – Възстановен е суверенитета на Австрия след 17-годишна окупация от Обединените нации, последвала Втората световна война.
- 1972 г. – Прототип на реактивния изтребител F-15 полита за първи път.
- 1974 г. – Конгресът на САЩ открива процедура по импийчмънт на президента Ричард Никсън във връзка с аферата Уотъргейт.
- 1981 г. – Докато каца на международното летище „Чихуахуа“, самолетът при полет 230 на „Аеромексико“ се отклонява от пистата и се разбива. 32 от 66 пътници и екипаж на борда са убити.
- 1990 г. – Беларус обявява независимост от СССР.
- 1993 г. – Израел атакува Южен Ливан в отговор на ракетните атаки на арабската терористична организация Хизбула.
- 2002 г. – По време на авиошоу на летището край Лвов (Украйна) изтребител Су-27 се врязва в зрителите – загиват 78, а 115 са ранени.
- 2012 г. – Откриване на XXX Летни олимпийски игри в Лондон
- 2025 г. - Откриване на 3-метрова статуя на Трифон Иванов във Велико Търново.

## Родени
- 1452 г. – Лудовико Сфорца, владетел на Милано († 1508 г.)
- 1667 г. – Йохан Бернули, швейцарски математик († 1748 г.)
- 1768 г. – Шарлот Корде, френска благородничка († 1793 г.)
- 1781 г. – Мауро Джулиани, италиански композитор († 1828 г.)
- 1824 г. – Александър Дюма син, френски писател († 1895 г.)
- 1832 г. – Джура Якшич, сръбски поет († 1878 г.)
- 1835 г. – Джозуе Кардучи, италиански поет, Нобелов лауреат през 1906 г. († 1907 г.)
- 1835 г. – Илия Цанов, български политик († 1901 г.)
- 1867 г. – Енрике Гранадос, испански композитор, пианист и художник († 1916 г.)
- 1869 г. – Иван Марков, български военен деец († 1944 г.)
- 1874 г. – Иван Ачков, български революционер († 1939 г.)
- 1878 г. – Август Айхорн, австрийски психоаналитик († 1949 г.)
- 1897 г. – Адолфо Балончиери, италиански футболист († 1986 г.)
- 1903 г. – Николай Дойчев, български актьор († 1983 г.)
- 1903 г. – Николай Черкасов, руски актьор († 1966 г.)
- 1909 г. – Хилде Домин, немска писателка († 2006 г.)
- 1917 г. – Бурвил, френски актьор († 1970 г.)
- 1923 г. – Масутацу Ояма, японски каратист († 1994 г.)
- 1924 г. – Милка Янакиева, българска певица († 2015 г.)
- 1930 г. – Наум Шопов, български актьор († 2012 г.)
- 1933 г. – Дончо Цончев, български писател († 2010 г.)
- 1935 г. – Лоран Терзиеф, френски актьор († 2010 г.)
- 1936 г. – Георги Стоянов, български режисьор
- 1938 г. – Изабел Обре, френска певица
- 1941 г. – Илко Дундаков, български сценарист († 2008 г.)
- 1945 г. – Божидар Григоров, български футболист
- 1956 г. – Гари Бъртълс, английски футболист
- 1963 г. – Весел Цанков, български писател
- 1965 г. – Трифон Иванов, български футболист († 2016 г.)
- 1968 г. – Джулиън Макмеън, австралийски актьор († 2025 г.)
- 1972 г. – Илиана Жекова, български политик и психолог
- 1977 г. – Джонатан Рис Майърс, ирландски актьор
- 1981 г. – Йордан Тодоров, български футболист
- 1986 г. – Момчил Степанов, български актьор и певец
- 1987 г. – Хенесис Родригес, американска киноактриса
- 1990 г. – Индиана Евънс, австралийска актриса

## Починали
- 432 г. – Целестин I, римски папа (* неизв.)
- 916 г. – Климент Охридски, първият български епископ (* ок. 840)
- 1061 г. – Николай II, римски папа (* 10 век)
- 1510 г. – Джовани Сфорца, италиански кондотиер (* 1466 г.)
- 1527 г. – Йован Ненад, самозван цар (* 1492)
- 1841 г. – Михаил Лермонтов, руски писател и поет (* 1814 г.)
- 1844 г. – Джон Далтон, британски химик и физик (* 1766 г.)
- 1873 г. – Фьодор Тютчев, руски поет (* 1803 г.)
- 1917 г. – Емил Теодор Кохер, швейцарски хирург, Нобелов лауреат през 1909 г. (* 1841 г.)
- 1934 г. – Илия Димушев, български революционер (* 1876 г.)
- 1959 г. – Александър Цанков, министър-председател на България (* 1879 г.)
- 1960 г. – Георги Кьосеиванов, министър-председател на България (* 1884 г.)
- 1969 г. – Стефан Гъдуларов, български актьор († 1899 г.)
- 1970 г. – Антонио ди Оливейра Салазар, министър-председател на Португалия (* 1889 г.)
- 1980 г. – Мохамед Реза Пахлави, шах на Иран (* 1919 г.)
- 1981 г. – Уилям Уайлър, американски режисьор (* 1902 г.)
- 1995 г. – Халед Багдаш, сирийски политик (* 1912 г.)
- 2002 г. – Христо Фотев, български поет (* 1934 г.)
- 2003 г. – Боб Хоуп, британски актьор, комик и боксьор (* 1903 г.)
- 2008 г. – Сава Попсавов, странджански народен певец (* 1923 г.)
- 2011 г. – Агота Кристоф, унгарско-швейцарска писателка (* 1935 г.)

## Празници
- Православна църква – Ден на Св. вмчк Пантелеймон, Св. Седмочисленици, Успение на св. Климент, архиеп. Охридски
- Православие – Имен ден празнуват Пантелей, Панчо, Панто, Панка, Милчо, Милчена, Милен, Милена, Милетин, Милица, Мирена, Милина, Миленко, Добри, Добрин, Добриян, Добра, Добрина, Добринка, Добрияна.
- Австрия – Ден на независимостта (от 1955 г.)
- Беларус – Ден на независимостта (от СССР, 1990 г.)
- Виетнам – Ден в памет на жертвите
- Северна Корея – Ден на победата в Отечествената война (1953 г.)